# Vodje van Dulles

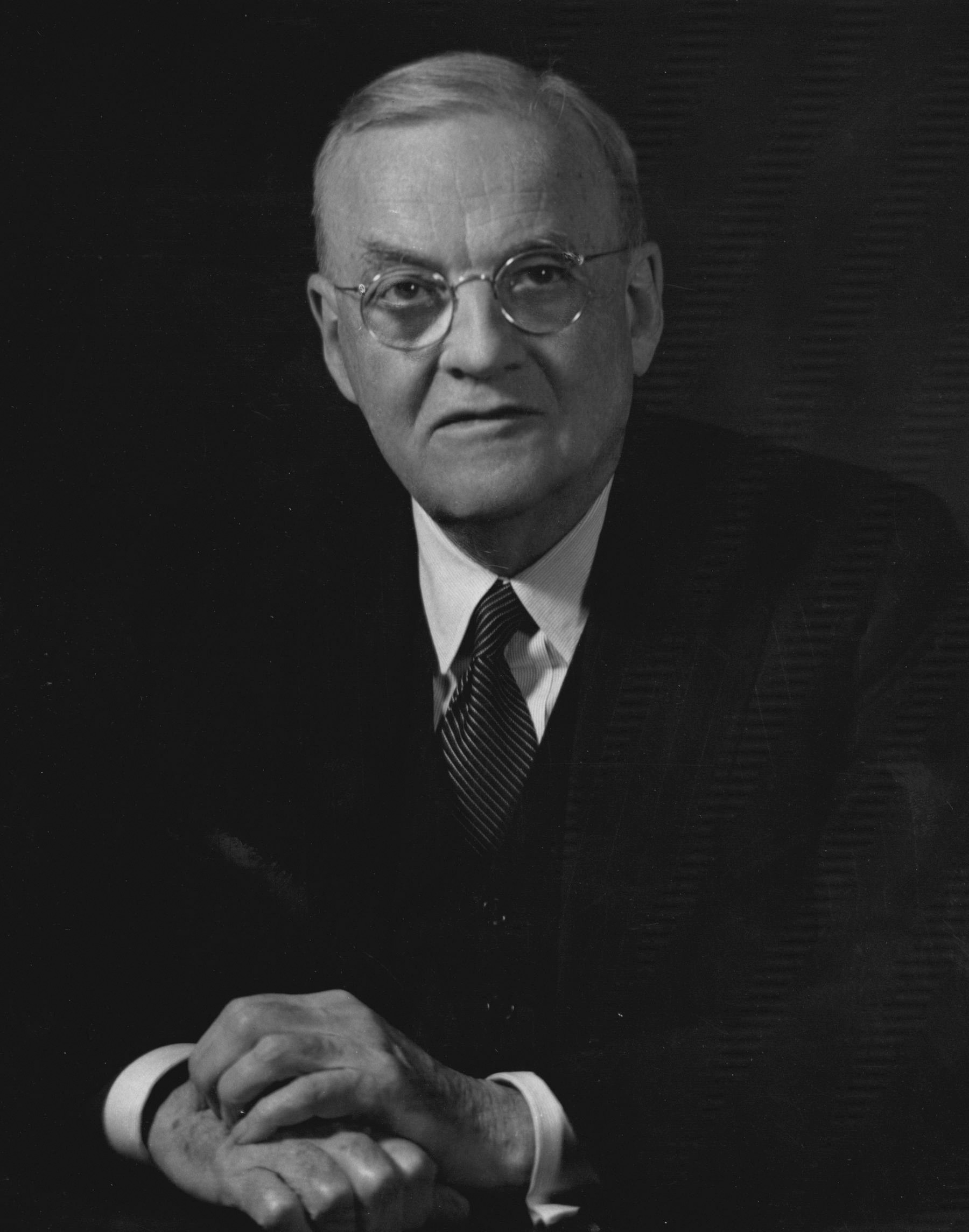
John Foster Dulles, de Amerikaanse minister van Buitenlandse Zaken, van wie het "Vodje" afkomstig was.

Het "Vodje van Dulles" was een impliciete toezegging van de Amerikaanse minister John Foster Dulles, die op 7 oktober 1958 aan Nederland werd gedaan dat in het geval van een Indonesische inval op Nieuw-Guinea Nederland door Amerika geholpen zou worden.
Er is lange tijd getwijfeld over het bestaan van de verklaring, aangezien het papiertje met de verklaring nooit is opgedoken. Desondanks is de tekst van het Vodje wel bekend. Uit historisch onderzoek is gebleken dat de verklaring wel degelijk gegeven is.

## Geschiedenis
Sinds de Rondetafelconferentie van 1949 bleef de situatie omtrent Nederlands-Nieuw-Guinea met Indonesië onopgelost, omdat beide landen de regio opeisten en Nieuw-Guinea bleef daarop een overzees gebiedsdeel van Nederland. In de jaren 50 probeerde Joseph Luns, de Nederlandse minister van Buitenlandse Zaken, internationale steun te winnen voor het Nederlandse standpunt. Al in 1952 wist hij een intentieverklaring bij Australië te verkrijgen. Nederland trachtte ook de VS aan zijn zijde te krijgen, maar zij weigerden openlijk partij te kiezen in het conflict.
Eind september, begin oktober 1958, bracht Luns een bezoek aan Washington D.C. om voor de Nederlandse zaak te pleiten. Op 1 oktober ontmoette hij John Foster Dulles bij een diner in de ambassadeurswoning van Herman van Roijen. Na aandringen van Luns schreef Dulles in algemene bewoordingen een verklaring op het briefpapier van de ambassade. Een officiële verklaring zou door Dulles op 7 oktober aan Van Roijen worden overhandigd.

## Verklaringen
Na het diner in de ambassadeurswoning van Van Roijen verwoordde Dulles zijn standpunt zo:

‘We have had useful talks and I find no differences between our governments as to the principles that should govern our conduct, principles that derive from the charter of the United Nations. I believe that the Netherlands can be confident that the United States will loyally support the principles upon which world order and peace rest. Conversations between our governments will, of course, continue with respect to the application of these principles.’

Op 7 oktober gaf John Foster Dulles aan de Nederlandse ambassadeur in Amerika, Herman van Roijen, te verstaan:

dat geen geweld mag worden gebruikt om territoriale wijzigingen tot stand te brengen en dat de Verenigde Staten van mening zijn, dat deze politiek evenzo van toepassing is op de kwestie van de straat van Taiwan (Formosa) als op dergelijke kwesties in andere delen van de wereld met inbegrip van Nederlands-Nieuw-Guinea.

## Interpretatie
Voor de Amerikanen was de verklaring een vaststelling van een algemene beleidslijn gespecificeerd op het geschil van Nieuw-Guinea. Deze lijn bleef het Amerikaanse beleid bepalen, ook later onder de regering van John F. Kennedy. Het is echter lastig vast te stellen of de verklaring van Dulles een referentiepunt voor het beleid van Kennedy was. De Nederlandse regering, en in het bijzonder Luns, fixeerde zich op de indirecte toezegging van hulp bij een Indonesische aanval. In 1962 zou de Amerikaanse regering ook bij een aanval deze steun hebben gegeven.